# 終值
终值(Future Value/FV)衡量了在给定的利率下，金钱在未来一个特定时间的价值。终值不考虑通货膨胀的影响。

## 相關
- 金钱的时间价值
- 现值
- 通貨膨脹
- 利率